# Elda Olivieri
Elda Maria Olivieri (Milano, 21 ottobre 1960) è una doppiatrice e direttrice del doppiaggio italiana.

## Biografia
È nota per essere stata la doppiatrice ufficiale di Lara Croft, protagonista della celebre serie di videogiochi Tomb Raider, da Tomb Raider II a Tomb Raider: Underworld, per poi doppiarla anche nei capitoli non canonici Lara Croft and the Guardian of Light e Lara Croft and the Temple of Osiris. Ha inoltre prestato la voce a Judy Garland nel terzo doppiaggio del film Il mago di Oz e a Shelley Long nella serie televisiva Cin cin.
La sua carriera spazia in diversi campi; teatro e doppiaggio soprattutto, ma anche danza, televisione, radio e pubblicità.
È doppiatrice per cinema, televisione e videogiochi; ha diretto doppiaggi per importanti reti televisive e case di distribuzione, quali Medusa Film, Cecchi Gori Group e Istituto Luce oltre che di serie animate della De Mas & Partners per la RAI.
Ha scritto, diretto e interpretato Vita Virginia - Pensieri e dialoghi dai carteggi e dai diari di Virginia Woolf e Vita Sackville-West: suo anche il ruolo di Virginia Woolf, affidato invece ad Adele Pellegatta quello di Vita Sackville-West; lo spettacolo, andato in scena al Teatro Verdi di Milano si è aggiudicato il Premio "Franco Enriquez 2007".

## Doppiaggio

### Film
- Fanny Ardant in L'anno del diluvio
- Judy Garland in Il mago di Oz (ed.1985)
- Charlotte Rampling in I'll Sleep When I'm Dead
- Joanna Gleason in Matrimonio per sbaglio (2º doppiaggio)
- Tori Spelling in Trick
- Vivica A. Fox in The Hard Corps
- Hitomi Kuroki in Dark Water
- Julia Rose in Return to the batcave
- Kristin Davis in Atomic Train - Disastro ad alta velocità
- Kelly Rowan in Con gli occhi del cuore
- Kelly Carlson in Presa mortale
- Carmen Chaplin in Day on fire
- Caroline Goodall in Il re dei ladri
- Carmen Lebbos in Lila dice
- Kim Miyori in Il vendicatore
- Carolyn Lowery in Piccola peste si innamora (1º doppiaggio)
- Svetlana Metkina in La prima volta di Niky
- Karina Skands in L'eredità
- Loni Anderson in Il mio amico Munchie
- Aurélia Petit in Marguerite & Julien - La leggenda degli amanti impossibili
- Guilaine Londez in Torno da mia madre
- Paulina García in Un passato da cancellare
- Eva Llorach in Jaula
- Marina Ilyichyova in Il fiore scarlatto
- Irina Malysheva in La principessa sul pisello
- Dodo Chogovadze in La lampada di Aladino
- Rosie Perez in Giustizia criminale
- Janel Moloney in Bang bang, sei morto
- Lin Shaye in L'ultimo Babbo Natale
- Molly Hagan in Volo KAL 007 - Alla ricerca della verità
- Susan Hamann in Mezzanotte al Magnolia
- Jean Yoon in Code 8 - Parte II

### Serie televisive
- Calista Flockhart in Ally McBeal (per la tv svizzera)
- Cristina Plazas in Vis a vis
- Shelley Long in Cheers
- Erika Flores e Jessica Bowman in La signora del West
- Rosanna Arquette in Criminal Intent
- Roxann Dawson in Star Trek Voyager (1º doppiaggio dell'episodio pilota)
- Candida Benson in The Crown
- Isabela Garcia in Luna piena d'amore
- Noni Stapleton in Vikings: Valhalla

### Film d'animazione
- Wilma Flintstone in I Flintstones - Yabba Dabba Do!, Flintstones - Lieto evento a Hollyrock, I Flintstones incontrano Rockula e Frankenstone, Concerto di Natale con i Flintstones, I figli dei Flintstones
- Tamako Nobi in Doraemon - The Movie: Le mille e una notte, Doraemon - The Movie: Il Regno delle Nuvole, Doraemon - Il film, Doraemon - Il film: Le avventure di Nobita e dei cinque esploratori, Doraemon - Il film: Nobita e gli eroi dello spazio, Doraemon - Il film: Nobita e la nascita del Giappone, Doraemon - Il film: Nobita e la grande avventura in Antartide "Kachi Kochi", Doraemon - Il film: Nobita e le cronache dell'esplorazione della Luna, Doraemon - Il film: Nobita e l'isola del tesoro, Doraemon - Il film: Nobita e il nuovo dinosauro, Doraemon - Il film 2, Doraemon - Il film: Nobita e le piccole guerre stellari 2021, Doraemon - Il film: Nobita e l'Utopia celeste, Doraemon - Il film: Nobita e la sinfonia della Terra
- Annie Dretchi in Il professor Layton e l'eterna Diva
- Princess Celestia in My Little Pony - Equestria Girls, My Little Pony - Equestria Girls - Rainbow Rocks e My Little Pony - Il film
- Zia Elizabeth in Barbie e lo schiaccianoci
- Afrodia in Baldios - Il guerriero dello spazio
- Christie Clauson in Barbie - Il Natale perfetto
- Miranda in Pokémon il film - Mewtwo contro Mew e Pokémon: Mewtwo colpisce ancora - L'evoluzione
- Caulifla in One Piece Film: Red
- Calissa in Barbie e l'avventura nell'oceano e Barbie e l'avventura nell'oceano 2
- Goa in Aida degli alberi
- Mebuki Haruno in Naruto - La via dei ninja

### Serie animate
- Maya Kitajima ne Il grande sogno di Maya
- Peter Coniglio cucciolo in Il mondo di Peter Coniglio e dei suoi amici
- Regina Sheela in Le magiche Ballerine Volanti
- Matitina in Il mondo incantato dei Pocket Dragons
- Violetta in I libri di Pandi
- Cedra in Extreme Dinosaurs - Quattro dinosauri scatenati
- Naomi in Diabolik
- Sig.ra Paguro in Filiberto il tigrotto
- Dorothy Quiproquo in Che baby sitter questa mummia!
- Trisha Elric/Sloth in Fullmetal Alchemist
- Marchesa G. ne Il conte di Montecristo
- Ada in Pinguini alla riscossa (doppiaggio 2001)
- Tamako Kataoka in Doraemon (2º doppiaggio)
- Mamma di Dexter in Il laboratorio di Dexter
- Laura Tanner in Il mondo di Benjamin
- Giselle LaRoche in Hanayori Dango
- Emma Frost in Wolverine e gli X-Men
- Adelaide in Over the Garden Wall - Avventura nella foresta dei misteri
- Priscilla in Calimero (serie 1974), Calimero (serie 1992) e Calimero (serie 2014)
- Nana Sawada in Tutor Hitman Reborn!
- Re Kaioh dell'Est e la Principessa Sissi in Dragon Ball Z
- Hawkgirl in Justice League
- Mayoko Inoue in Ushio e Tora
- Viola Gyunee in Z.O.E. 2167 Idolo
- Lady Elensh in Macross II
- Yui Kirihara in Soul Taker
- Wasp in I Vendicatori
- Marianne Thornberry in La famiglia della giungla
- Sig.ra Riffler in Street Football - La compagnia dei Celestini
- Princess Celestia e Nightmare Moon in My Little Pony - L'amicizia è magica
- Alicia in Rossana
- Dottoressa K in Beyblade
- Mamma di Laura in Hamtaro
- Mamma di Petunia in Ape Magà (2º doppiaggio)
- Biscotin in Mirmo!!
- China in Batman of the Future
- Elene Dunan in Alpen Rose (2º doppiaggio)
- Riko Akasaka in Due come noi
- Nanako in Capeta
- Nema Perrera in Roswell Conspiracies
- Fifi in Fifi e i bimbi fioriti
- Enchantra in Sabrina
- Regina Galatica in Yu-Gi-Oh! Zexal
- Nova in Magic Knight Rayearth (1° doppiaggio)
- Mamma in Acqua in bocca
- Margaret Roberts in Barbie Dreamhouse Adventures
- Lella in Super Benny
- Dorio in Cyberpunk: Edgerunners
- Chikako Ogawa in Yoko cacciatrice di demoni
- Hitoe Hanzawa in Detective Conan: The Culprit Hanzawa
- Guity in I Cartoni dello Zecchino d'Oro
- Ms. Primrose in Unicorn Academy

### Videogiochi
- Lara Croft in Tomb Raider II, Tomb Raider III, Tomb Raider: The Last Revelation, Tomb Raider: Chronicles, Tomb Raider: The Angel of Darkness, Tomb Raider: The Action Adventure, Tomb Raider: Legend, Tomb Raider: Anniversary, Tomb Raider: Underworld, Lara Croft and the Guardian of Light, Lara Croft and the Temple of Osiris
- Nicole Collard in Broken Sword: Il segreto dei Templari[5], Broken Sword II: La profezia dei Maya[6], Broken Sword: Il sonno del drago[7]
- Infermiera Grendel e Pearl Anderson in Broken Sword: Il segreto dei Templari[5]
- Pearl Anderson in Broken Sword II: La profezia dei Maya[6]
- Augustus Gloop ne La fabbrica di cioccolato[8]
- Sarah Kerrigan in StarCraft, StarCraft - Brood War, StarCraft II e Heroes of the Storm[9]
- Maria Mozzi Auditore in Assassin's Creed II[10] e Assassin's Creed: Brotherhood[11]
- Minerva in Assassin's Creed II[10] e Assassin's Creed III[12]
- Shaak Ti in Star Wars: Il potere della Forza
- Aria T'Loak in Mass Effect 2,[13] Mass Effect 3[14]
- Amanda Kenson nel DLC Avvento di Mass Effect 2[13]
- Katya in Aliens vs Predator[15]
- Voce narrante di Timesplitters future perfect[16]
- dottoressa Fergle di Timesplitters future perfect[16]
- Catherine in Myst II: Riven
- Madelaine Polaine in Gabriel Knight 3: Il mistero di Rennes-le-Château[17]
- Widow in Duel Masters[18]
- Y'Gael in Zork - Grand Inquisitor
- Country Girl in Ratchet & Clank 3
- Voce narrante in Amerzone[19]
- Zhai in Forgotten Realms: Demon Stone
- Signora Tweedy in Galline in fuga - Chicken Run[20]
- Umah in Blood Omen 2: Legacy of Kain
- Li Zong in Command & Conquer: Generals[21]
- Enrica Hayes e Rachel Morton in Ground Control: Dark Conspiracy[22]
- Enrica Hayes e Aerodyne d'attacco in Ground Control[23]
- Jacqueline in Harry Potter e la Coppa del Mondo di Quidditch[24]
- Mamma, Computer e Amici in Heart of Darkness[25]
- Torio Claven in Neverwinter Nights 2
- Sharon Carter in Ultimate Spider-Man [26]
- Detective DeWolfe e Dottoressa Stilwell in Spider-Man 3
- Dottoressa Nicole Des Jardins in RAMA[27]
- Pilota in Quake 4
- Tata in Spyro: A Hero's Tail
- Computer in Outpost 2: Destini sospesi
- La Regina di Cuori e la signora Liddell in Alice: Madness Returns[28]
- Voce narrante in Kane & Lynch 2: Dog Days[29]
- Tatjiana e Camelia da giovane in Arc - Il tramonto degli Spiriti[30]
- Serena in Vampire: The Masquerade - Redemption
- Annie e Anivia in League of Legends
- Voce fuori campo in Judge Dredd: Dredd vs Death[31]
- May Parker in Spider-Man[32] e Spider-Man 2[33]
- Beniamina, Falbalà e Signora Matusalemix in Asterix & Obelix XXL[34]
- Megan Barnard, signorina Merrion e signorina Higley in Agatha Christie: The ABC Murders[35]
- Operatrice missione e Toxica in Action Man: Mission Xtreme[36]
- Grace in Avatar[37]
- Jaheira in Baldur's Gate II: Shadows of Amn[38]
- Helen Strauss e Dottie in Black Dahlia[39]
- Lucy Devlin, Dektora e voce delle macchine in Blade Runner[40]
- Cittadini in CivCity: Rome[41]
- Nonna e Suor Sandrine in Il codice da Vinci[42]
- Hilda e Gunnlöð in Assassin's Creed: Valhalla[43]
- Marian Mallon in Dead Rising 3[44]
- Zhai in Forgotten Realms: Demon Stone[45]
- Kate O'Hara in Desperados 2: Cooper's Revenge[46]
- Allison Beatrice Stanek in Deus Ex: Mankind Divided[47]
- Breanna Ashworth in Dishonored 2[48]
- Olivia Pierce in Doom[49]
- Maven in The Elder Scrolls V: Skyrim[50]
- Infermiera e Voce delle previsioni Meteo in Evidence[51]
- Adelaide Drubman in Far Cry 5[52]
- Molly, Pilota automatico e Debby in The Feeble Files (1997)[53]
- Pin, Signora Rabbit e Speaker in Blinky Bill e la caverna dei fantasmi (1997)[54]
- Sherilyn, Amesis-Huni e Gladys in Hollywood Monsters (1997)[55]
- Tuta HEV in Half-Life (1998)[56]
- Grufola in Freddi Pesce - Il caso dei maialini con le pinne (1999)[57]
- Consigliera in L'impero delle formiche (2000)[58]
- Penny in La gang del bosco (2006)[59]
- Mary Cattermole in Harry Potter e i Doni della Morte - Parte 1 (2010)[60]
- Zhuge Liang, Regina dei draghi e Marina in Inazuma Eleven GO Chrono Stones (2012)[61]
- Sarah Kerrigan in Starcraft II - Legacy of the Void (2015)[62]
- Audrey "Mac" McCallum in Call of Duty: Infinite Warfare (2016)[63]
- Afrodite in Immortals Fenyx Rising (2020),[64] Immortals Fenyx Rising: Una nuova divinità (2021)[64]
- Demetra in Immortals Fenyx Rising: Gli dei perduti (2021)[64]
- Umano femminile e Phylaks in Destiny 2 (2022)[65]
- Madame Bwahastrella e Mà in Mario + Rabbids Sparks of Hope (2022)[66]
- Nora Treadwell in Hogwarts Legacy (2023)[67]
- Dran Thrower, Dran Torch, Dran Head Doctor e Old Crone in Remnant 2  (2023)[68]
- Nana e vari personaggi in Monster Hunter Wilds (2025)[69]

## Teatro

### Spettacoli teatrali
- Scherzi drammatici (1987) Produzione Teatro Filodrammatici Milano
- Che dice la pioggerellina di marzo? (1998)
- Un caso clinico di Dino Buzzati per la regia di Claudio Beccari (2001) Produzione Teatro Filodrammatici Milano
- Einstein (2004)
- Che Rubino Cherubino! (2004) Produzione Musicamorphosi
- La Scala si racconta - Vita e avventure del Cav. Don Carlo Broschi detto il Farinello di Giorgio Appolonia e Gabriele Coltorti per la regia di Claudio Laiso (2004)
- Racconti di Natale...Un surreale affresco natalizio per parole e note in omaggio a Dino Buzzati (2008-2012) Produzione Lessico Armonico
- Vita Virginia - Pensieri e dialoghi dai carteggi e dai diari di Virginia Woolf e Vita Sackville-West progetto, drammaturgia e regia di Elda Olivieri (Premio Franco Enriquez 2007) Produzione Teatro del Buratto Milano
- Happy End (2007)
- Josef K. il processo continua di Antonio Ballerio (2007)
- Compromessa dall'Amore: Edith Stein e la Shoah (2008-2016) Produzione EquiVoci Musicali
- MaBuz su testi di Magritte e Buzzati - Progetto, regia e narrazione di Elda Olivieri Produzione Lessico Armonico
- Odette Toulemonde di Eric-Emmanuel Schmitt
- Non toccare mia sorella drammaturgia e regia di Elda Olivieri (2012-2014) Produzione Lessico Armonico
- Tutto per essere felice di Eric-Emmanuel Schmitt Regia e narrazione di Elda Olivieri (2014) Produzione Lessico Armonico
- Etty Hillesum: un cuore pensante. Da Amsterdam ad Auschwitz 1941-1943 Progetto regia e narrazione di Elda Olivieri (2015) Produz. Lessico Armonico
- Adele Pergher - Profuga di Raffaella Calgaro Regia e narrazione di Elda Olivieri (2015-2016) Produzione Lessico Armonico
- Stabat Mater di Tiziano Scarpa - Riduzione, regia e narrazione di Elda Olivieri (2015) Produzione Lessico Armonico
- Giotto e Dante: l'umana avventura del desiderio (2016) Produzione EquiVoci Musicali

## Cinema

### Filmografia
- Prima del futuro, regia di Ettore Pasculli, Fabrizio Caleffi e Gabriella Rosaleva (1985)
- Anche il sole tramonta, regia di Eric Alexander (2001) - cortometraggio

## Televisione
- L'elemento D, (1981)
- L'avvocato, (2003)
- Love Bugs, (2005)